# Drapeau des fiertés intersexes

Drapeau des fiertés intersexes.

Le drapeau des fiertés intersexes est un drapeau représentant les personnes intersexes et les communautés intersexes. Il est créé par Morgan Carpenter de l'organisation Intersex Human Rights Australia (en) en 2013.

## Histoire et design
Le drapeau est créé en juillet 2013 par Morgan Carpenter de l'organisation Intersex Human Rights Australia (alors connue sous le nom d'Organisation Intersex International Australia) dans le but de créer un drapeau « qui ne soit pas dérivé, mais qui soit néanmoins fermement ancré dans la signification ». 
Le jaune et le violet ont été choisis comme couleurs, car ils étaient considérés comme libres de toute association à une identité de genre (comme peuvent l'être le rose ou le bleu) et ont été historiquement utilisés pour représenter les personnes intersexes. 
Le cercle est décrit comme « non brisé et non orné, symbolisant l'intégrité, la complétude et notre potentiel ».
L'organisation le décrit comme étant librement disponible « pour toute personne intersexe ou organisation souhaitant l'utiliser dans un contexte communautaire affirmant les droits humains ».

## Utilisation
Le drapeau intersexe a été utilisé par divers médias et organisations de défense des droits humains,,,. En juin 2018, des militants intersexes ont participé à la Utrecht Canal Pride, brandissant le drapeau.
En mai 2018, la Nouvelle-Zélande est devenue le premier pays où le drapeau intersexe a été hissé devant le parlement national,,.

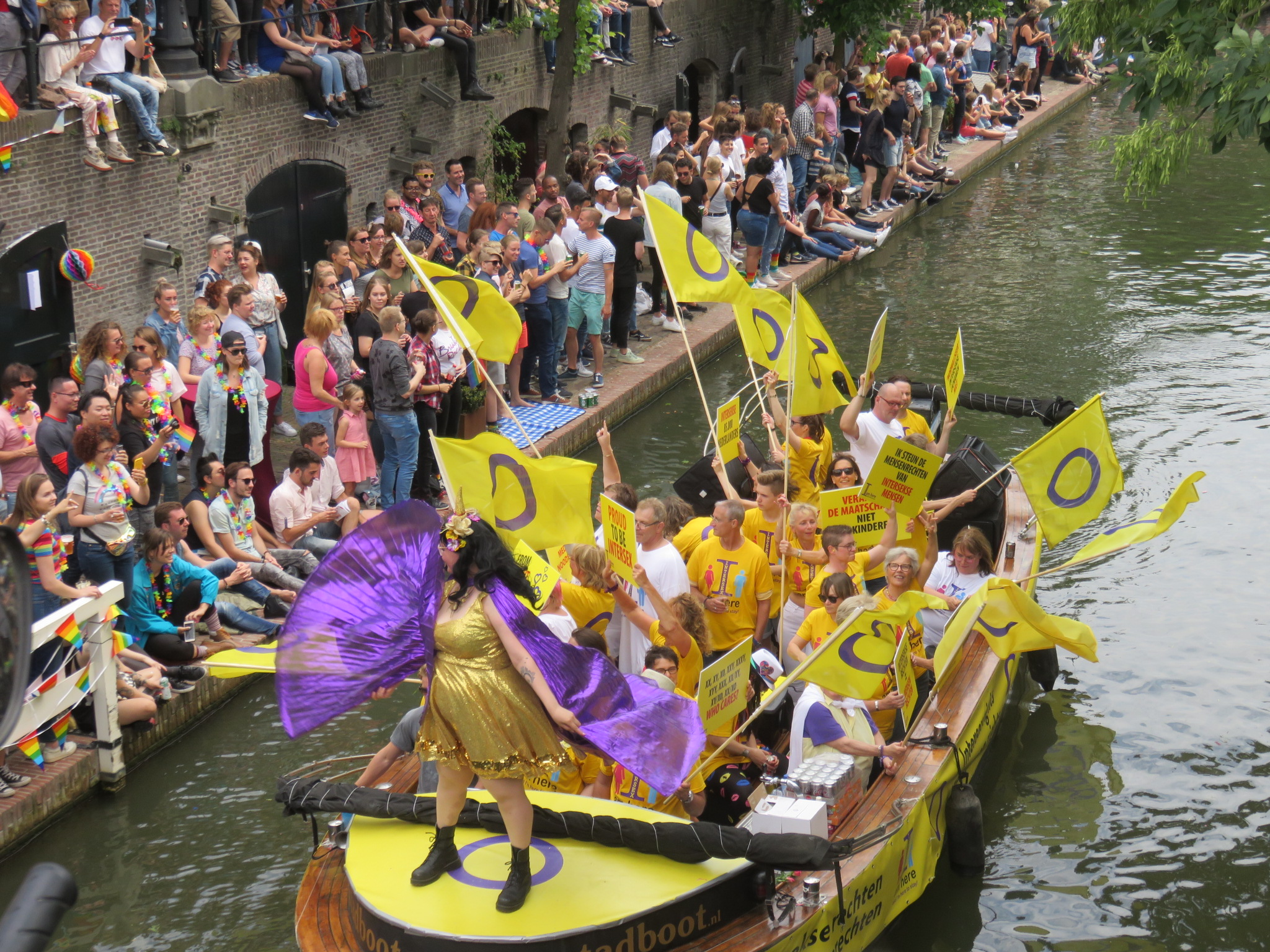
Des militants intersexes sur un bateau lors de la Utrecht Canal Pride aux Pays-Bas, le 16 juin 2018
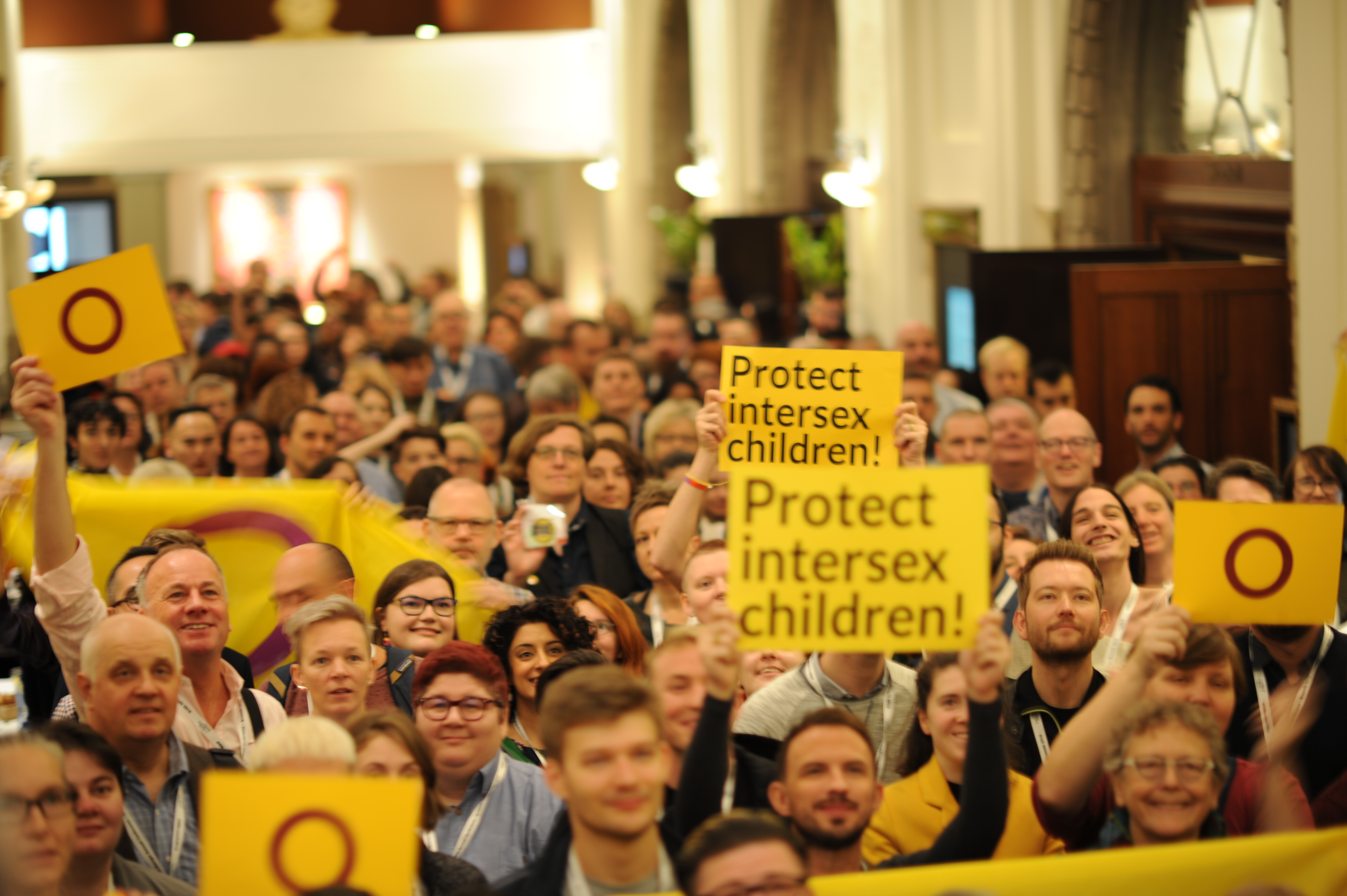
Participants à la conférence ILGA-Europe 2018 lors de la Journée de sensibilisation à l'intersexuation, en 2018
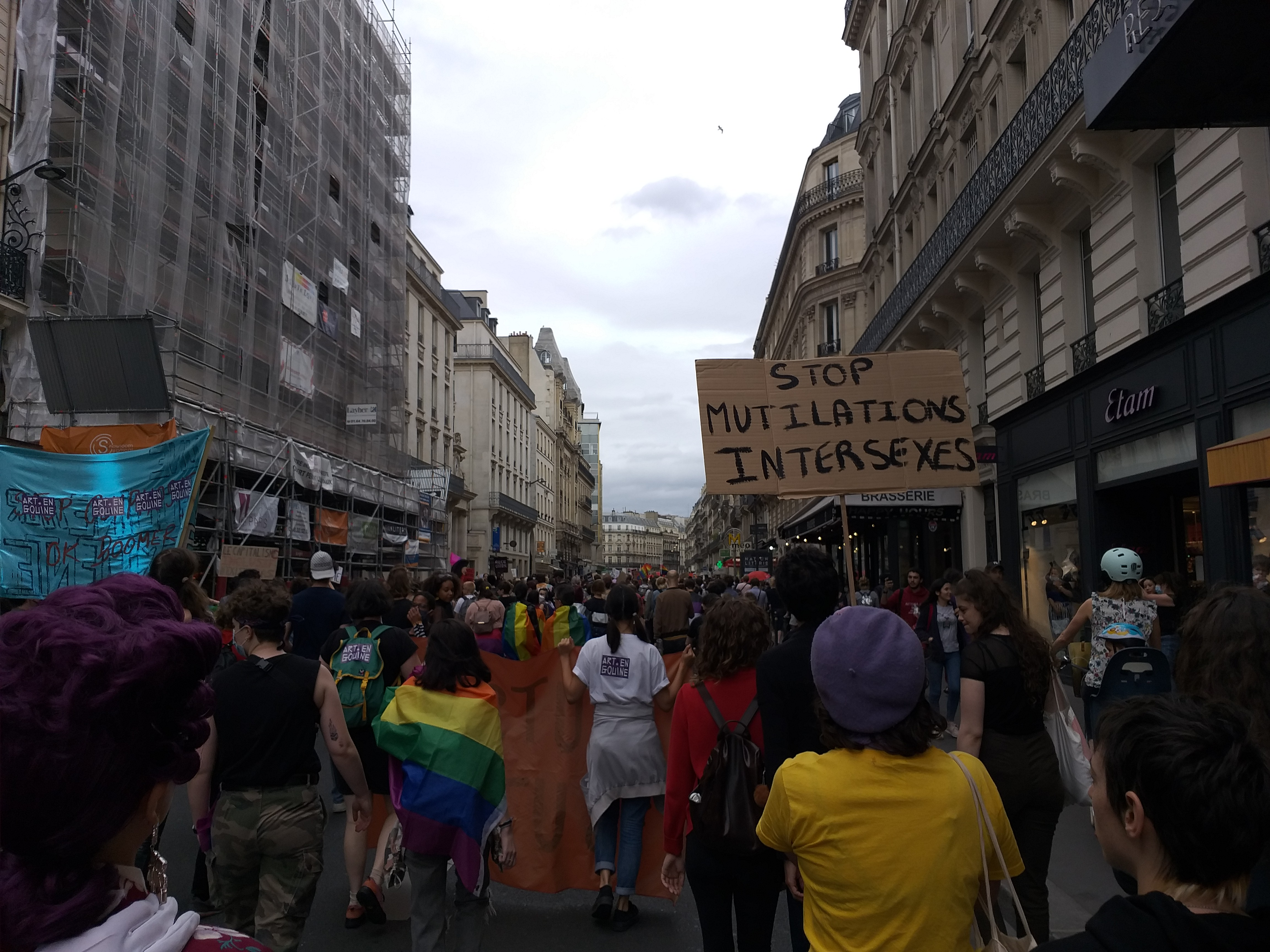
Militant intersexe lors de la Marche des Fiertés, Paris, 2020

## Drapeaux dérivés du drapeau intersexe
Le drapeau intersexe a été remixé et adapté de nombreuses manières. L'une d'entre elles consiste à remplacer le cercle central par le symbole d'un autre groupe, afin d'indiquer l'intersection de ces groupes. Par exemple, le drapeau autiste-intersexe remplace le cercle par un symbole d'infini pour représenter l'autisme[Pas dans la source]. 

Une autre technique consiste à insérer un autre drapeau à l'intérieur du cercle : par exemple, le drapeau de la fierté des personnes transgenres intersexes place le drapeau transgenre au centre. En 2021, le drapeau intersexe a été intégré dans la version Progress Pride Flag du drapeau arc-en-ciel de la fierté par Valentino Vecchietti d'Intersex Equality Rights UK,.

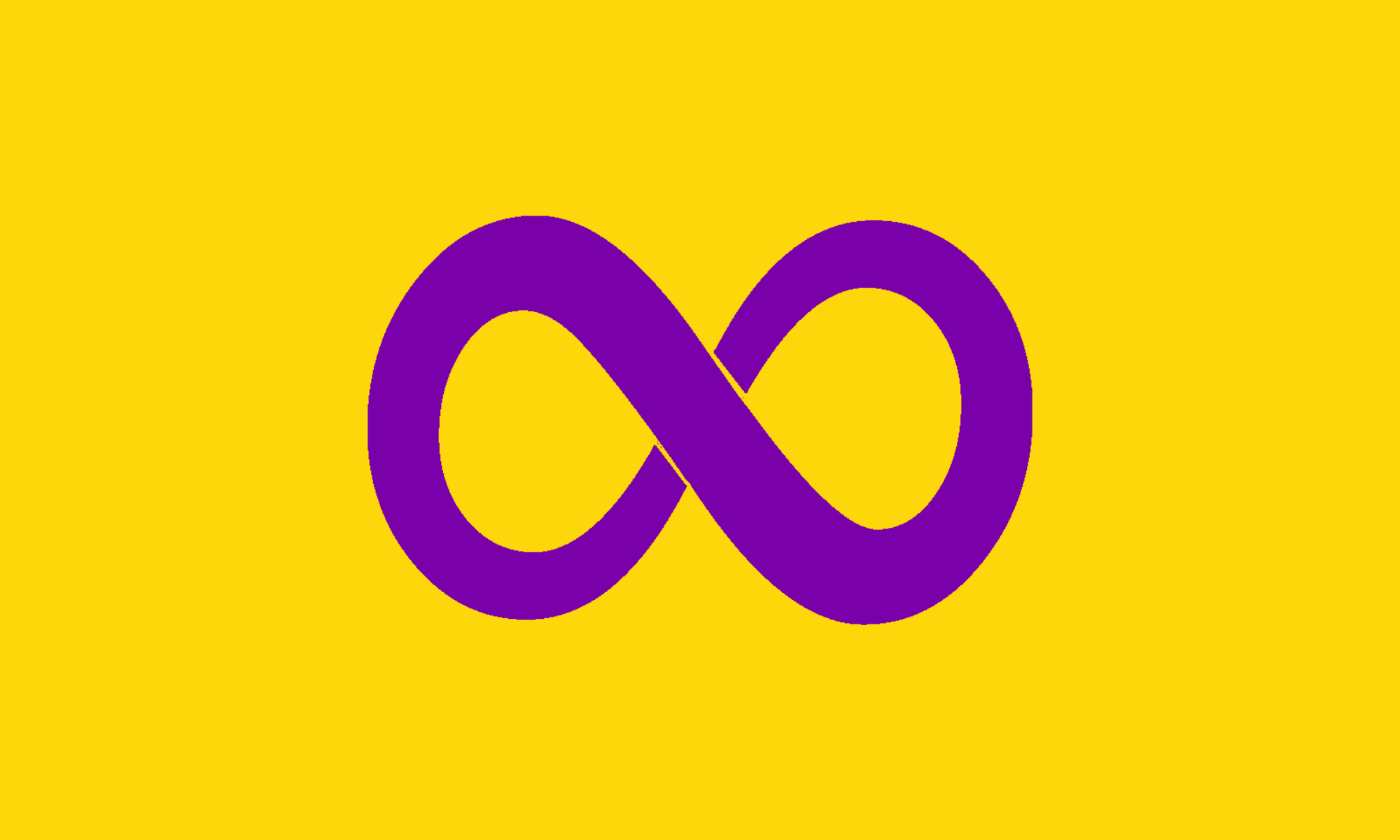
Drapeau autiste-intersexe (2022)
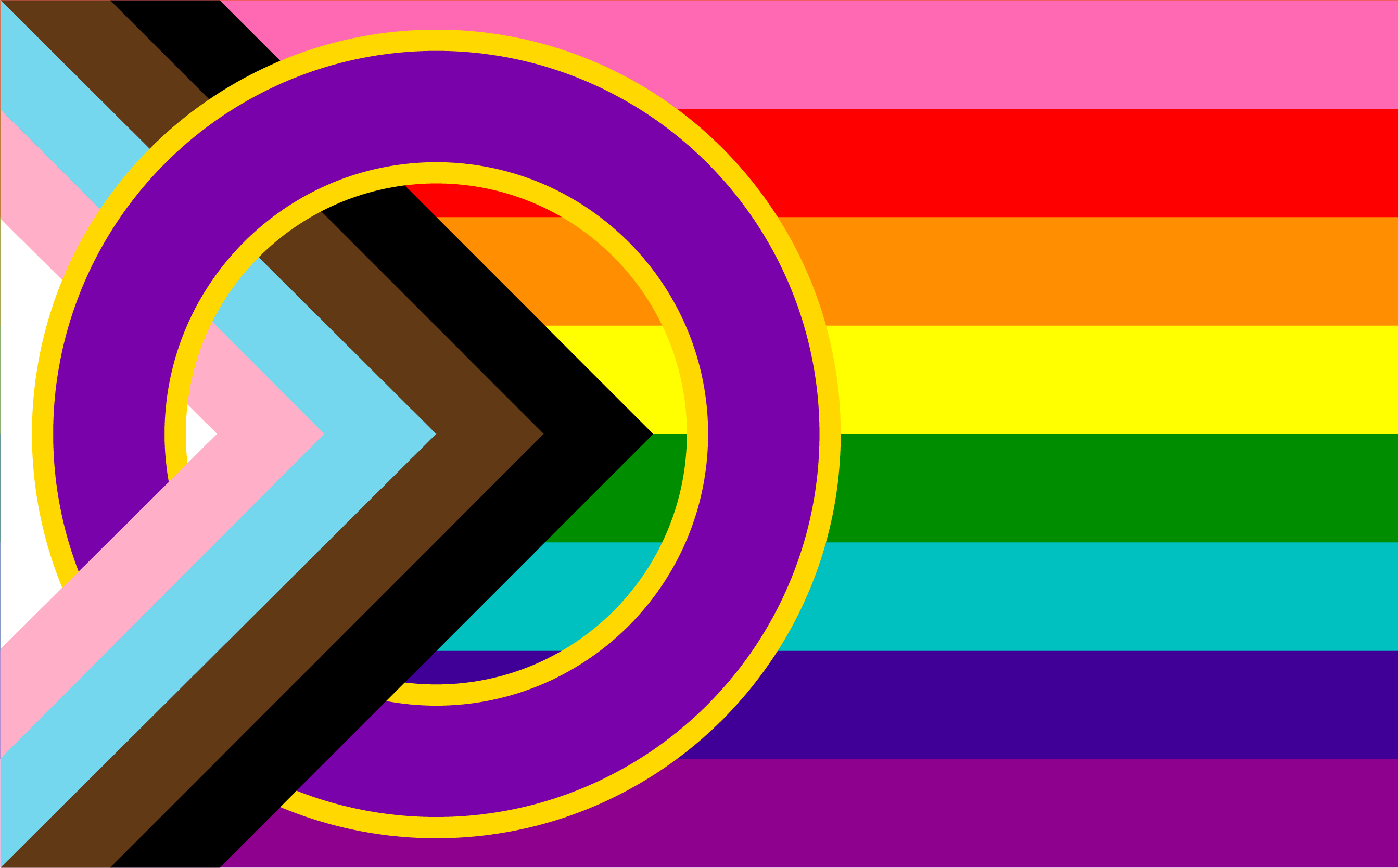
Drapeau Progress Pride (2021)